# Liste der Naturdenkmale in Berg (Pfalz)
Die Liste der Naturdenkmale in Berg (Pfalz) nennt die im Gemeindegebiet von Berg (Pfalz) ausgewiesenen Naturdenkmale (Stand 17. April 2013).

## Naturdenkmale
| Nr.         | Bezeichnung                | Lage                                           | Beschreibung                                           | Bild                                    |
| ----------- | -------------------------- | ---------------------------------------------- | ------------------------------------------------------ | --------------------------------------- |
| ND-7334-195 | Tiefes Loch                | nordöstlich des Ortes; Abteilung Kalkloch Lage | Tümpel mit Verlandungszone; flächenhaftes Naturdenkmal | Direkt Bild zu diesem Denkmal hochladen |
| ND-7334-196 | Platanen beim Bahnhof Berg | Ludwigstraße Lage                              | Platanus sp., mehrere Bäume, um 1860 gepflanzt         | Fotos hochladen                         |